# بیژن جزنی
بیژن جَزَنی (۱۹ دی ۱۳۱۶ – ۲۹ فروردین ۱۳۵۴) فعال سیاسی چپ‌گرای ایرانی، نظریه‌پرداز و عضو بنیان‌گذار سازمان چریک‌های فدایی خلق ایران بود.

## زندگی
بیژن جزنی در سال ۱۳۱۶ در تهران متولد شد. خانواده وی اصالتاً اهل روستای جزن در شهرستان نطنز از توابع استان اصفهان می‌باشند. پدرش حسین جزنی افسر ژاندارمری و مادرش عالم‌تاج کلانتری نظری بود. بیژن در خانواده‌ای سیاسی پرورش یافت. پدر و عمویش عضو حزب توده بودند. پدرش بعداً به فرقه دموکرات پیوست و پس از شکست این فرقه به آذربایجان شوروی رفت و تا سال ۱۳۴۵ به ایران بازنگشت. خانوادهٔ پدری و مادری بیژن هر دو از هواداران و فعّالان حزب توده بودند. وی نیز در سال ۱۳۲۶، در ده سالگی، به سازمان جوانان حزب توده ایران پیوست. با وجود آن که شرایط سنّی عضویت حداقل ۱۳ سال بود، امّا به علت فعالیت و علاقهٔ چشم‌گیر چند نوجوان کم‌تر از ۱۳ سال، حوزه مخصوصی برای‌شان تشکیل شد و جزنی یکی از افراد این حوزه بود. در ۱۵ بهمن ۱۳۲۷ و ترور محمدرضا شاه، با تصویب‌نامهٔ هیئت وزیران، حزب توده غیرقانونی اعلام شد و یورش به سازمان‌های حزبی آغاز گردید. فعالیت‌های مخفی بیژن جزنی در سنّ خیلی پایین آغاز گردید. وی به عنوان رابط بین کادرهای مخفی کمک‌های پرارزشی را به سازمان جوانان عرضه نمود. بیژن جزنی سال‌های ۱۳۲۹ تا ۱۳۳۲ را به فعالیت‌های مخفی سازمانی از یک سو و فعّالیت‌های علنی در سطح دانش‌آموزان ادامه داد..

## فعّالیت سیاسی
پس از کودتای ۲۸ مرداد بیژن جزنی چند بار به خاطر فعالیت‌های سیاسی دستگیر و زندانی شد. چند ماهی از کودتا نگذشته بود که بیژن بازداشت گردید. با وجود به‌دست آمدن مدارکی مبنی بر فعالیت‌های وی به علت صغر سن و به‌هم‌ریختگی دستگاه‌های نظامی و بالاخره نفوذ افسران توده‌ای در دادرسی ارتش، پس از چند هفته آزاد شد. چند ماه بعد یعنی در [اردیبهشت ۱۳۳۳] مجدداً بازداشت شد. در پاییز ۱۳۳۳ بار دیگر بازداشت و به ۶ ماه زندان محکوم شد. در بهار ۱۳۳۴ آزاد شد و فعالیت‌های خود را پی گرفت. به خاطر وضعیت بد معیشتی خانواده، از آن‌جا که بیژن به نقاشی علاقه داشت؛ در یک مؤسسه تبلیغاتی استخدام شد و شب‌ها به ادامه تحصیل پرداخت. در همین سال‌ها با برخی از دوستانش از جمله محمد چوپان‌زاده در تدارک تشکیل گروهی برآمد.
در فروردین ۱۳۳۸ اولین نشریه گروه به صورت پلی‌کپی با دستگاه دست‌ساز منتشر شد. بیژن در تنظیم مقالات و خطّ مشی نشریه نقش بااهمیتی پیدا کرد. در پاییز ۱۳۳۸ با لو رفتن گروه و دستگیری یکی از اعضای گروه انتشار مرتب نشریه متوقف شد و تصمیم بر این شد که به مناسبت‌های مختلف اعلامیه‌هایی صادر گردد. در تدارکات جنبش ۲۰ دی ماه گروه فعالانه شرکت کرد و اعلامیه‌هایی نوشته و توزیع شدند. سعید کلانتری در همین رابطه دستگیر شد اما کوچک‌ترین ضربه‌ای به گروه وارد نشد. بیژن جزنی در ۱۳۳۹ با شروع کار جبههٔ ملی دوم به فعالیت در آن پرداخت.

## پیام دانشجو

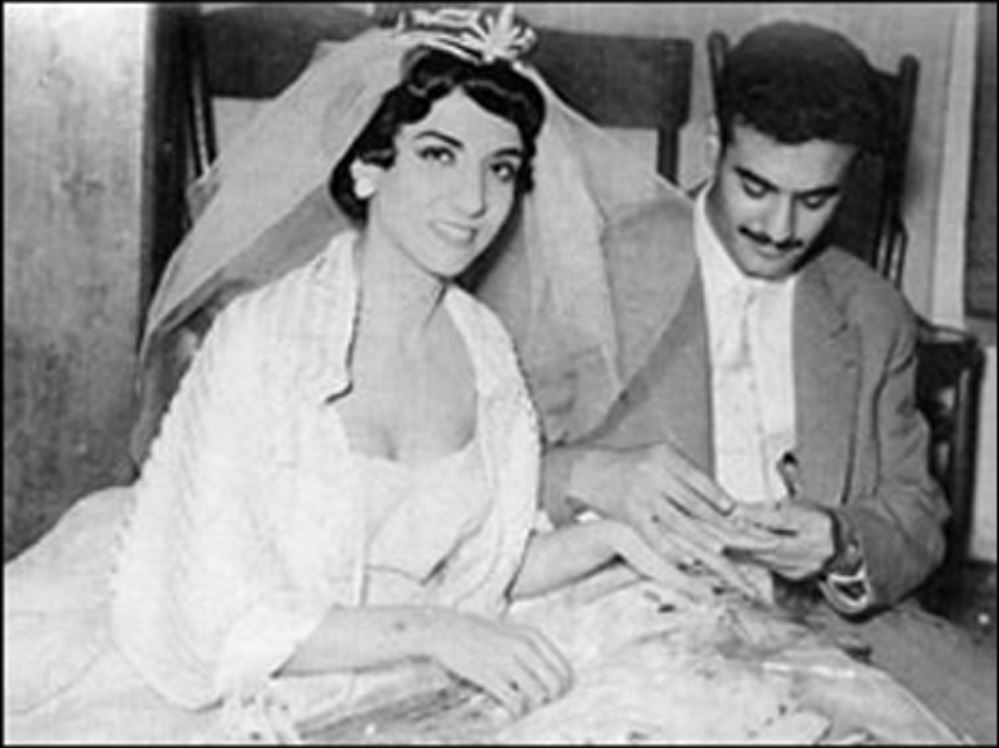
تصویر عروسی بیژن و همسرش، میهن قریشی، سال ۱۳۳۹

پس از سرکوب جبههٔ ملی در ۱۳۴۲، چزنی به همراه عده‌ای از دوستانش مدتی نشریه‌ای سیاسی به نام پیام دانشجو را منتشر می‌کردند. در همان سال جزنی و گروهش تحت عنوان سازمان دانشجویان از جبهه ملی جدا شدند.   

## مبارزهٔ مسلحانه
جزنی در فاصله سال‌های ۱۳۳۹ تا ۱۳۴۲ بارها طعم زندان را چشید. آخرین باری که او در رابطه با فعالیت‌های دانشجویی بازداشت شد در سال ۱۳۴۴ بود. در دادگاه نظامی همراه با اعضای کمیته دانشگاه تهران که دیگر از جبههٔ ملی جدا شده بود به ۹ ماه زندان محکوم می‌شود. 
در سال ۱۳۴۲ با عنوان شاگرد اول رشته فلسفه فارغ‌التحصیل شد و در فروردین ۱۳۴۲ با توجه به اتخاذ خطّ مشی جدیدی که گروه به آن رسیده بود، گروه به عنوان یک سازمان سیاسی - نظامی فعالیتش وارد فاز نوینی شد. بیژن و ۳ رفیق دیگر در کادر مرکزی آن انتخاب می‌گردند. در این دوره نیز مسئولیت فعالیت‌های علنی به عهده بیژن قرار داشت.
تدارک مبارزه مسلحانه در دستور کار گروه قرار می‌گیرد و در ۱۷ بهمن ۱۳۴۶ برای تأمین سلاح همراه با رفیق سورکی در حالی که اسلحه‌ای با خود داشتند به دام پلیس می‌افتند. بیژن تحت شدیدترین شکنجه‌ها قرار می‌گیرد، ولی مقاومت می‌کند. دادستان نظامی ابتدا برای بیژن و ۷ رفیق دیگر تقاضای حکم اعدام می‌کند و نهایتاً به ۱۵ سال زندان محکوم می‌شود.
با به هم پیوستن دو گروه «بیژن جزنی و حسن ضیاظریفی» و «مسعود احمدزاده و امیر پرویز پویان»، سازمان چریک‌های فدایی خلق ایران شکل می‌گیرد؛ و با حمله به پاسگاه سیاهکل در ۱۹ بهمن ۱۳۴۹ مبارزهٔ مسلحانه علیه رژیم شاه را آغاز می‌کنند.
جزنی تا فروردین ۱۳۴۸ در زندان قصر بود. به دنبال فرار نافرجام رفقایش به زندان قم تبعید می‌گردد و پس از عملیات نظامی سیاهکل، به زندان اوین منتقل و تحت شکنجه قرار می‌گیرد. محاکمه مجدّد او به دلیل فشارهای بین‌المللی منتفی می‌گردد، ولی همچنان شکنجه و آزار او ادامه می‌یابد.
با وجود حسّاسیت ویژهٔ پلیس، بیژن در دورهٔ زندان در زمینه غنا بخشیدن به تئوری انقلابی و هدایت سازمان گام‌های باارزشی برمی‌دارد که در مجموعه مقالاتی که از زندان به بیرون داده می‌شود آن را شاهدیم. این مطالب در هدایت سیاسی – نظری و تشکیلاتی سازمان نقش ویژه‌ای پیدا می‌کند.

## دادگاه
جلسات دادگاه در ۱۲ دی ماه سال ۱۳۴۷ یعنی تقریباً یکسال پس از دستگیری آن‌ها آغاز شد. در اثر اعتراضات جهانی، رژیم به ناچار با شرکت خانم «بتی استهون» به عنوان ناظر قضایی از طرف سازمان عفو بین‌الملل در دادگاه موافقت کرد.
هریک از آن‌ها به هنگام دفاع از خود و رد اتهامات دادستان با استناد به مواد قانونی، به شرح بازجویی و شکنجه‌های خود پرداخت. از جمله حسن ضیا ظریفی داستان نشاندنش بر روی منقل برقی را شرح داده و قسمتی از سوختگی کمرش را نشان داد. عباس سورکی شرح شلاق خوردن‌هایش را داد و بی‌خوابی‌هایی که به او می‌دادند و نیز صحنهٔ اعدام مصنوعی که برایش ترتیب داده بودند. او تشریح کرد که به این ترتیب می‌خواستند او اعتراف کند که اسلحه‌ای راکه درون ماشین او یافته‌اند، متعلق به بیژن جزنی است و او زیر بار نمی‌رفته. او می‌گفت: «این احساس که تا لحظاتی دیگر اعدام خواهم شد، بسیار رنج‌آور بود، اما حاضر نبودم برای اینکه زنده بمانم. به دروغ رفیقم را متهم کنم…» دکتر سیروس شهرزاد از بازجویی‌های بدون وقفه و توأم با بی‌خوابی و سیلی‌های وحشتناکی که منجر به پارگی گوشش شده بود گفت و اینکه گوش چپش برای همیشه شنوایی خود را از دست داده است. بیژن جزنی از ۲۹ روز بازجویی توأم با شلاق و شکنجه‌های روحی و جسمی صحبت کرد و اینکه بازجو با گفتن اینکه «یا بگو، یا پسرت بابک را جلوی چشمت شلاق می‌زنیم» و اینکه «نگذار پدرت را برای بازجویی بیاوریم» او را شکنجه روحی می‌کرده‌اند؛ و یکبار که برای اعتراض به این‌همه شکنجه، دست به اعتصاب غذا زده است، مأموران دندان‌هایش را به وسیله آچار باز کرده و یک شیشه شیر را توی حلقش سرازیر می‌کنند، که در نتیجه او، مبتلا به اسهال خونی می‌شود و «هم‌اکنون نیز مشکل حاد کلیوی، و ناراحتی شدید معده و روده دارد.» صفحهٔ ۵۳
بتی استهون در گزارش خود عیناً وضع دادگاه را چنین تشریح می‌کند؛ " موارد اتهام: تشکیل یک گروه با الهام از ایدئولوژی کمونیستی که بر ضد امنیت دولت با انجام عملیات تخریبی زیر توطئه کرده‌اند: خرید اسلحه، تقلب در پاسپورت، تمرین تاکتیک‌های جنگی پارتیزانی، تهیه یک حمله به بانک برای به‌دست آوردن پول، تشکیل جلسات برای ایجاد اغتشاشات سیاسی مابین دانشجویان دانشگاه‌ها. دعوا به نحوی که به وسیلهٔ دادستان نظامی ارائه شد، به‌نظر یک حقوقدان که با متدهای غربی تربیت شده به‌طور وضوح ناقص بود و قسمت اعظم آن بر مبنای شهادت یک فرد و اعترافات او زیر شکنجه قرار داشت. اتهام عملیات تخریبی، که سرهنگ توانگران در هنگام بیان اتهام که ۶ ساعت طول کشید و با یک اسلوب بی سر و ته در روز هفتم محاکمه بر ضد تمامی گروه ارائه نمود در جملات زیر خلاصه می‌شود:
با استناد به اعترافات دکتر شهرزاد (دکتر داروساز) که دادستان آن را پایهٔ تمام نقاط مهم پرونده خود قرار می‌داد، مدعی شد که جزنی می‌خواسته است در مسیر شاه مواد منفجره قرار دهد و تمرین برای جنگ‌های پارتیزانی و نقشهٔ حمله به بانک‌ها را او اداره و طرح‌ریزی کرده است.
آنچه که قیافهٔ این محاکمه را وحشتناک‌تر و کافکایی‌تر می‌سازد، این است که یگانه عملی که به عنوان "اقدام ضد امنیت داخلی" ذکر شده، عبارت از این است که بعضی از متهمان تمام افراد گروه را می‌شناختند و تمام افراد گروه اقلاً یکی از همدستان خود را می‌شناخته‌اند.
... بنابراین بهتر است این محاکمه را یک توقیف پیشگیرانه چند مرد، که کم و بیش همدیگر را می‌شناختند و یگانه وجه اشتراکشان تنقید گذشته یا حال طرز عمل رژیم بوده است و تمایل قدیمی یا جدید به فعالیت سیاسی در سطح مباحثه داشته‌اند، دانست… صفحات ۷۴–۷۷
آقای کاوالیری حقوقدان ایتالیایی و آقای ویلیام ویلسن، نمایندهٔ مجلس انگلستان، هم نتیجه‌گیری‌های مشابهی داشتند.
ماده یک مقدمین، که در سال ۱۳۱۰ برای مقابله با گروه‌های کمونیستی تصویب شد، اشعار می‌دارد "هرکس که در ایران به هر اسم یا عنوان دسته یا جمعیت یا شعبه جمعیتی تشکیل دهد یا اداره نماید که مرام و رویهٔ آن ضدیت با سلطنت مشروطه ایران باشد… می‌بینیم که مطابق قانون اساسی و قوانین دیگر تشکیل دسته یا جمعیت به‌طور کلی ممنوع نیست و جرم شناخته نمی‌شود. عنوان جرم روی دسته یا جمعیتی فقط وقتی اثبات می‌شود که آن جمعیت مرام و رویه‌ای برخلاف قانون داشته باشد.
بیژن در دفاعیات خود در برابر ادعا نامهٔ دادستان نسبت به "مقدمین علیه امنیت کشور و براندازی مسلحانه حکومت" گفت؛ "آقایان همه می‌دانند که در این مملکت آزادی وجود ندارد. کلیه قوانینی که دستاورد انقلاب مشروطه بود، از بین رفته، دون پایه‌ترین عضو ساواک بریک ارتشبد ارجحیت دارد." و پس از اینکه مفصلاً در بارهٔ قراردادهای ارتجاعی و پیمان‌های نظامی صحبت کرد ادامه داد؛ "شما تعداد اندکی دانشجو را براندازنده حکومت قلمداد کرده، می‌گویید که امنیت را به خطر انداخته‌اند، درحالی‌که خوب می‌دانید آنکه امنیت و آسایش را از ملتی سلب کرده، رژیمی است که حتی اجازهٔ داشتن یک باشگاه یا کتابخانه را در دانشگاه نمی‌دهد. دانشجویان حتی از داشتن تشکل‌های صنفی نیز محرومند …" و آنگاه گفت؛ "در کشوری که همهٔ درهای دموکراسی بسته می‌شود و همه درهای آزادی مسدود می‌گردد، اسلحه زبان به سخن می‌گشاید." این متن اصلی است که از کتاب برداشته شده است.

## مرگ
در اواسط اسفندماه ۱۳۵۳ به زندان اوین برده می‌شود و در شبانگاه ۲۹ فروردین ۱۳۵۴ همراه با ۶ نفر از رفقای گروه و ۲ نفر از زندانیان مجاهد در تپه‌های اوین توسط مأموران ساواک و زندان اوین تیرباران می‌گردد.
شش فدایی، حسن ضیاظریفی، احمد جلیلی افشار، سعید (مشعوف) کلانتری ( دایی بیژن جزنی)، عزیز سرمدی، محمد چوپان‌زاده، عباس سورکی. و دو مجاهد مصطفی جوان خوشدل، سید کاظم ذوالانواری همراه با بیژن جزنی تیرباران شدند. روزنامه‌های کشور در فردای آن روز از اعدام بیژن و یارانش خبر دادند که ۹ زندانی در حین فرار از زندان کشته شدند. این موضوع تا زمان انقلاب بهمن و دستگیری و محاکمه کارکنان ساواک مسکوت ماند. در دادگاهِ کوتاه پس از انقلاب، آرش بازجوی ساواک تشریح کرد که بیژن و ۸ زندانی سیاسی دیگر را به تپه‌های اوین برده و در آن‌جا به رگبار گلوله بسته‌اند. پیکر او در قطعه ۳۳ بهشت زهرا ردیف ۱۱۹ شماره ۴ به خاک سپرده شد.

خبر کشته‌شدن بیژن جزنی در روزنامه اطلاعات

بیژن جزنی هرگز از مواضع خود کوتاه نیامد و به فعّالیت‌های نظری و عملی خود ادامه داد. همهٔ آثار بیژن جزنی در زندان و طی سال‌های ۱۳۴۹ تا ۱۳۵۳ نوشته شده است. این آثار بیان‌گر تلاش بخشی از چپ ایران در دو دههٔ ۱۳۴۰ و ۱۳۵۰ است که می‌خواست ضمن حفظ استقلال خود از چین و شوروی، بر بنیان منافع و مصالح جامعه ایران فعالیت کند، بررسی انتقادی آثار او، مویّد این امر است.

## آثار نقاشی
سه نقاشی از بیژن جزنی:

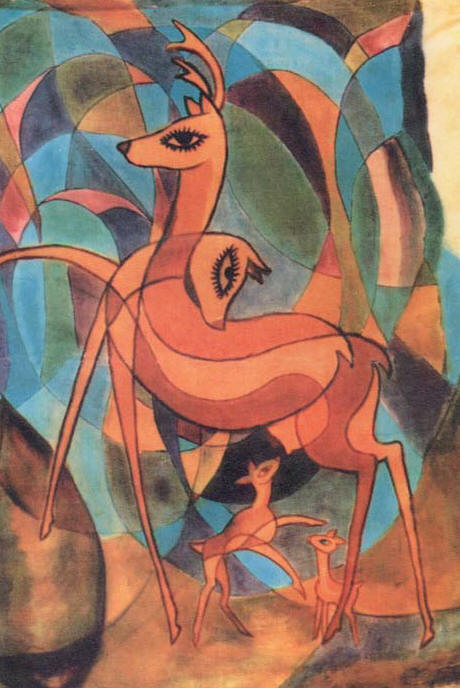
زندگی
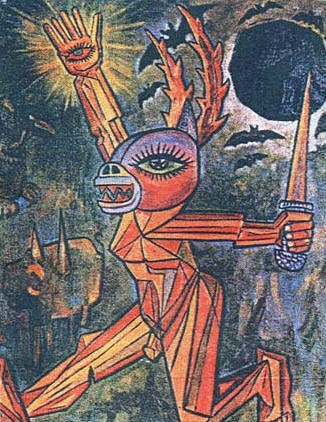
سیاهکل
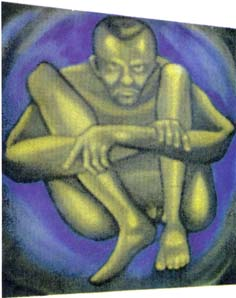
اسیر

تابلوی سیاهکل در سال ۱۳۵۰، یک سال پس از ماجرای تصرف پاسگاه ژاندارمری سیاهکل و در زندان، با تکنیک رنگ روغن و در ابعاد ۵۰ × ۷۰ یا ۷۰ × ۱۰۰ کشیده شده است. این‌که بر سر این تابلو چه آمده، و آیا اکنون موجود هست یا نه، مشخص نیست. جنبهٔ محتوایی این اثر گسترده و پر از جزئیات است.

## کتاب‌ها و مقالات
- طرح جامعه‌شناسی و مبانی استراتژی جنبش انقلابی خلق ایران (تاریخ سی سالهٔ سیاسی)، چاپ اول انتشارات مازیار: اسفند ۱۳۵۷.
- پیشاهنگ انقلاب و رهبری خلق
- رابطهٔ جنبش انقلابی مسلحانه با خلق «رابطه پیشاهنگ با توده»
- دربارهٔ آگاهی و خودانگیختگی
- دربارهٔ مارکسیسم انقلابی و مارکسیسم بورژوازی
- دربارهٔ روان‌شناسی اجتماعی
- مسائل جنبش ضداستعماری و آزادی‌بخش خلق ایران و عمده‌ترین وظایف کمونیست‌های ایران در شرایط کنونی
- مبرم‌ترین مسائل جنبش انقلابی ما در لحظه کنونی
- حزب طبقهٔ کارگر ایران
- مشی سیاسی و کار توده‌ای
- وحدت و نقش استراتژیک چریک‌های فدائی خلق
- چگونه مبارزهٔ مسلحانه توده‌ای می‌شود
- مارکسیسم اسلامی یا اسلام مارکسیستی
- نامه‌ای از زندان
- چه کسانی به مارکسیسم-لنینیسم خیانت می‌کنند؟ ، انتشارات هم‌آهنگ، بی تا

## ترانه‌ها
کارگاه هنر ایران، برای بزرگداشت بیژن جزنی، ترانه‌ای به نام «سرود بیژن» یا پرنیان شفق اجرا کرد. این اثر در آلبوم بهمن منتشر شد.
همچنین شاهین نجفی در ترانهٔ «مصدق» آلبوم «رادیکال» اشاره‌ای جزئی به مرگ بیژن جزنی دارد.